# Église de Pyrohochtcha
 (juin 2023).
Si vous disposez d'ouvrages ou d'articles de référence ou si vous connaissez des sites web de qualité traitant du thème abordé ici, merci de compléter l'article en donnant les références utiles à sa vérifiabilité et en les liant à la section « Notes et références ».
L'église de la Dormition-de-la-Mère-de-Dieu Pyrohochtcha (en ukrainien : Церква Успіння Богородиці Пирогощої (Tserkva Uspinnia Bohorodytsi Pyrohoshchoyi)) ou simplement l'église de Pyrohochtcha (en ukrainien : Церква Пирогощі) est une église orthodoxe de Kiev situé dans sa ville basse historique, Podil.

## Origine du nom
L'origine du nom reste incertaine. Selon une première version, le nom de viendrait d'une icône byzantine de la Mère de Dieu appelée Pyrohochtcha (du grec ancien Πυργοτίσσα, "tour"), dénomination des icônes placées dans les tours des monastères et des forteresses. Selon une deuxième version, le nom serait un mot composé de пиро et гоща: гоща du substantif ru:гость désigne alors le "marchand", et пиро le blé, permettant d'imaginer que l'église aurait été financée par des marchands de blé ou de pain.

## Une église duXIIe
L'église d'origine a été construite en 1130 par le Mstislav Ier le Grand de Kiev. Elle est mentionnée dans le Dit de la campagne d'Igor qui relate des événements de 1185.
C'était l'église principale de Podil, la ville basse de la Kiev médiévale, tandis que la ville haute était dominées par les églises princières de Sainte-Sophie et de la Dîme, et que la Laure des Grottes, petite cité monastique, était encore loin hors des murs de Kiev.

## De multiples reconstructions duXVIIeauXIXe

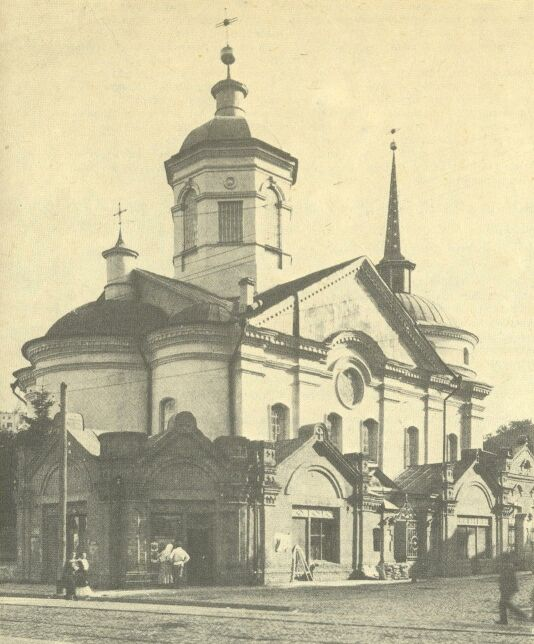
l'église de Pyrohochtcha de Podil à Kiev: au bâtiments du baroque ukrainien de Ivan Grigorovitch-Barski, ont été ajoutés des éléments néoclassiquespar Andreï Melenski: tympan triangulaire et ses colonnes, et à sa droite rotonde et flèche. Des magasins sont construits autour de l'église.

L'église sert un temps de cathédrale temporaire de la métropole de Kiev au début du 17e siècle. En 1613, l'église a été reconstruite dans le style de la Renaissance, puis a été reconstruite au XVIIIe dans les années 1770 dans les styles du baroque ukrainien par Ivan Grigorovitch-Barski, qui y est probablement enterré, puis à la suite de l'incendie de Podil de 1811, des éléments néoclassiques sont ajoutés par l'architecte en chef de la ville Andreï Melenski. Devant la façade de l'église, au lieu du clocher de bois, une chapelle en pierre de style néo-russe est construite du côté sud-ouest, et des magasins sont construits autour de l'église.

## XXesiècle: Destruction par le pouvoir soviétique et reconstruction historiciste
En 1934, l'église est devenue la cathédrale de l'Église autocéphale ukrainienne lorsque son centre s'est déplacé de Kharkiv à Kiev avec la capitale de la RSS d'Ukraine. Mais elle ne conserva ce statut que moins d'un an, puisqu'elle est détruite en 1935 par l'administration soviétique pour «reconstruire la place ». Puis, pendant un certain temps, l'église a été largement oubliée au moment où les recherches sur ses restes ont commencé en 1976. À cette époque, l'idée de reconstruire l'église se fait jour, mais le projet n'est achevé qu'en 1997-1998, dans le style de l'ancienne Rus'. Cependant, la conformité historique au niveau architectural fait toujours débat. 
À Pâques 1998, la Pyrohochtcha est reconstruite et consacrée comme église de l'Église orthodoxe ukrainienne du Patriarcat de Kyiv. Le 11 novembre 2012, le patriarche Filaret consacre les peintures religieuses de l'église.

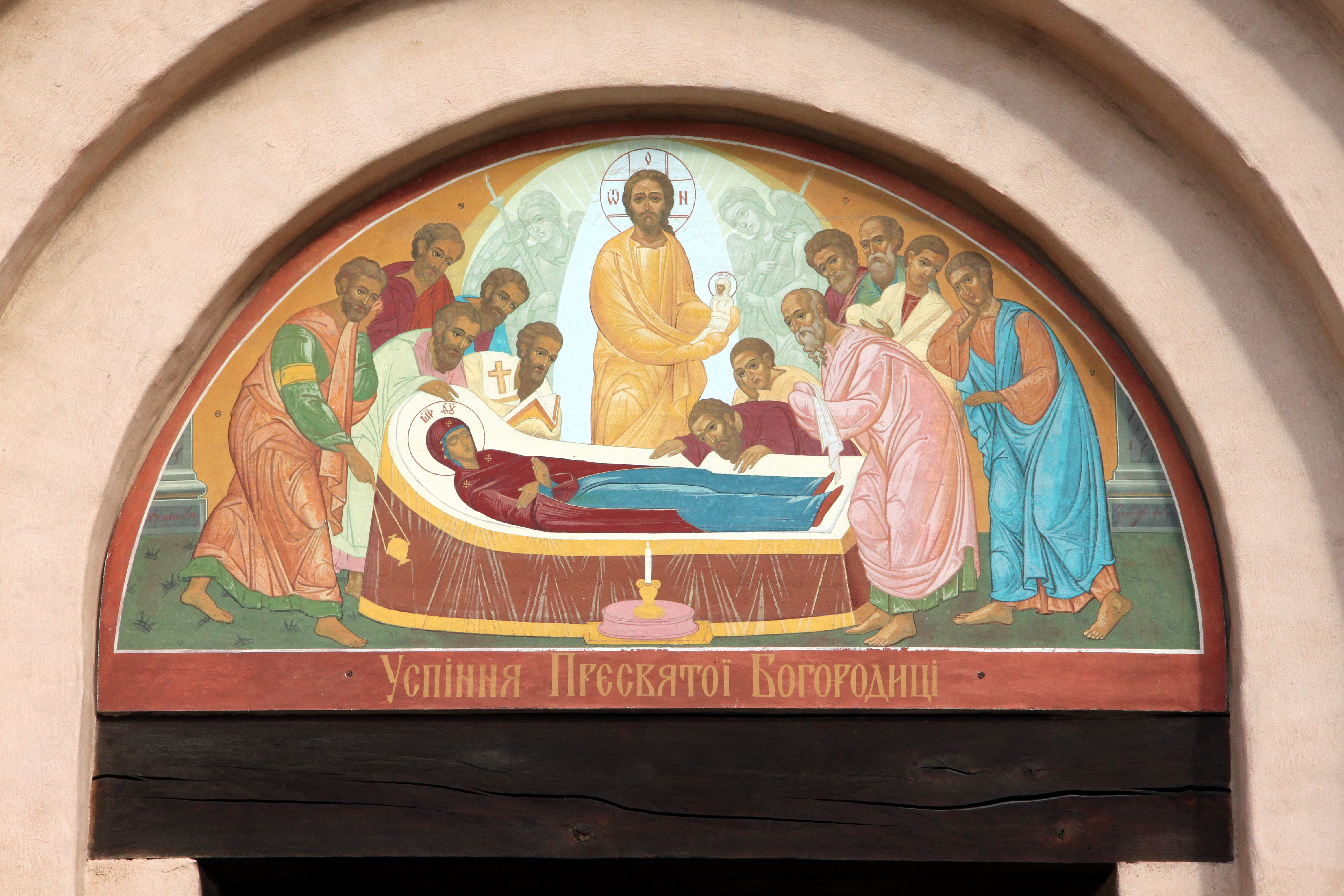
Entrée de l'église, fresque moderne de la Dormition de la vierge
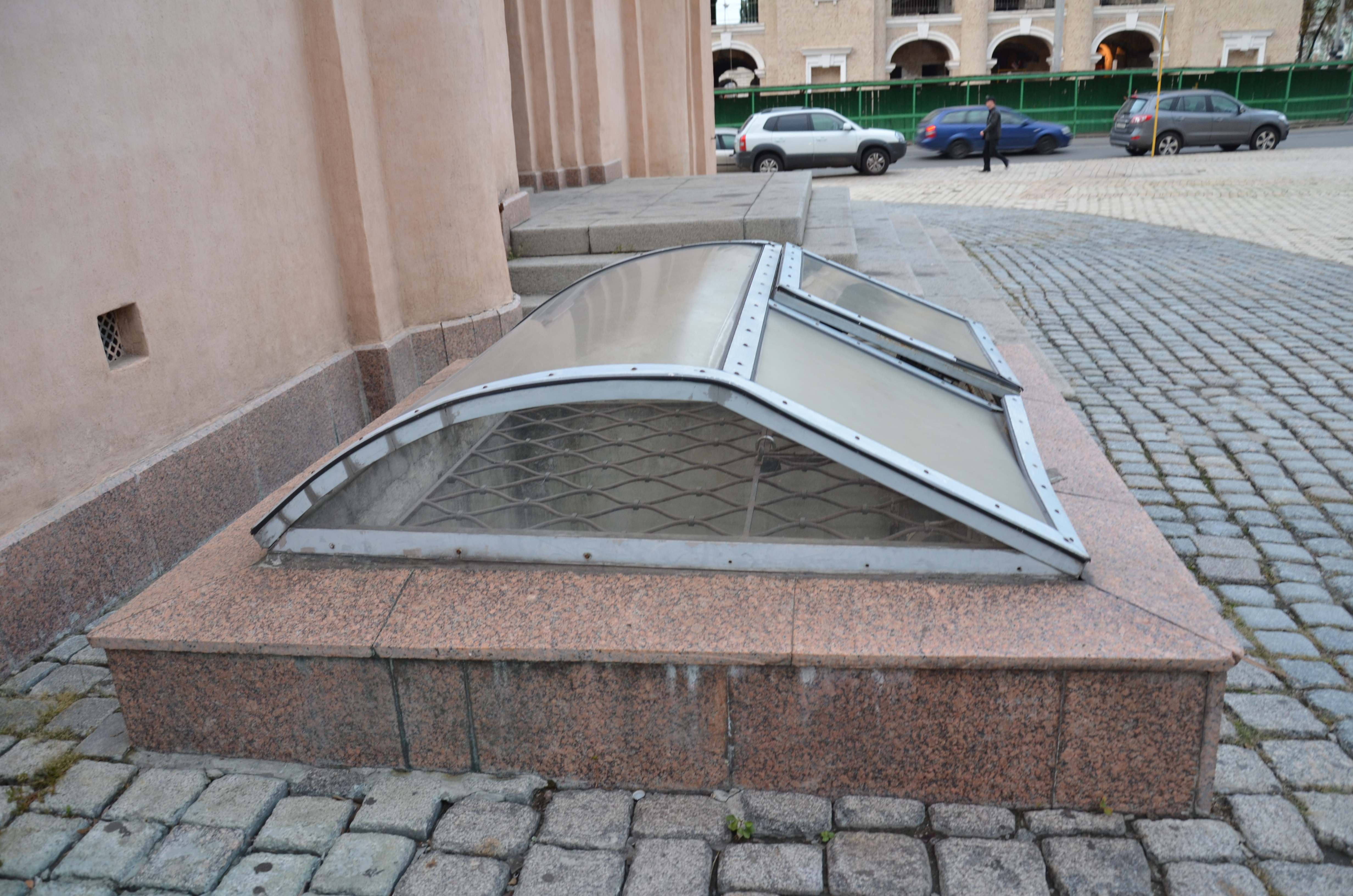
Entrée de l'église. Les visiteurs peuvent voir dans ces baies les fondations de l'église d'origine